# 프레스바이플
프레스바이플은 대한민국의 인터넷 신문이다. 2011년 12월 11일에 첫 기사를 내는 것으로 시험 운영에 들어가 2012년 2월 1일에 정식 창간되었다. SNS를 기반으로 하는 매체로서, '프레스바이플(pressbyple)'은 '프레스 바이 더 피플(press by the people)'의 약자로 '시민들에 의한 매체'를 표방하였다. 《프레스바이플》은 트위터, 페이스북 등에서 형성되는 정치·경제·사회적 이슈들에 대한 의견들을 독자들에게 전달하고, 뉴스 기사 댓글과 토론사이트 등에서 제기된 의견들을 취재하고 보도한다.
《프레스바이플》의 사장은 허성관 전 해양수산부, 행정자치부 장관으로, 인적 구성은 노무현 정부 출신들로 구성되어 있다. 회장은 언론인 김종철이며, 박정원 '아이러브이해찬' 초대 회장이 편집위원 및 기조실장을 맡아 운영하였다. <재단법인 광장>, <복지국가 소사이어티>, <새로운 사회를 여는 연구원>, <민주화를 위한 전국 교수 협의회>, <한국작가회의>, <문학 in>, <역사 정의를 위한 민주행동>, <노무현재단 뉴스브리핑팀>, <사단법인 사회디자인연구소>, <레디앙> 등 주로 민주·개혁·진보 진영의 연구소와 언론 등에서 《프레스바이플》에 콘텐츠를 제공하였다. 콘텐츠 제공에 함께하는 인사에는 편집자문위원장을 맡고 있는 강기석 등을 포함하여 다수가 있다.

## 출판
- 프레스바이플 편집국. 《졸라 청춘》. 프레스바이플. 2012년 6월 24일. ISBN 9788996903734
- 김종철. 《박근혜 바로보기 _ 전자책》. 프레스바이플. 2012년 8월 13일. ISBN 4808996903727
- 김종철. 《박근혜 바로보기》. 프레스바이플. 2012년 8월 25일. ISBN 9788996903710
- 프레스바이플 편집국. 《졸라 청춘 _ 전자책》. 프레스바이플. 2012년 8월 27일. ISBN 4808996903734
- 이해찬·유시민 외. 《기억하는 자의 광주》. 프레스바이플. 2012년 9월 7일. ISBN 9788996903741
- 이해찬·유시민 외. 《기억하는 자의 광주 _ 전자책》. 프레스바이플. 2012년 9월 7일. ISBN 4808996903741
- 윤개굴. 《잉여인간을 위한 위안서》. 프레스바이플. 2012년 11월 13일. ISBN 4808997293414
- 임형찬. 《정치하지 마라》. 프레스바이플. 2012년 12월 3일. ISBN 4808996903758
- 김종철. 《장준하는 누구인가 _ 전자책》. 프레스바이플. 2012년 12월 26일. ISBN 4808996903765
- 한종수, 홍기원. 《3·1 민주올레 _ 전자책》. 프레스바이플. 2013년 2월 22일. ISBN 4808998861032
- 한종수. 《세상을 만든 여행자들 - 공자 _ 전자책》. 프레스바이플. 2013년 3월 19일. ISBN 4808998861018
- 한종수, 홍기원. 《4.19 민주올레 _ 전자책》. 프레스바이플. 2013년 4월 26일. ISBN 4808998861025
- 한종수. 《세상을 만든 여행자들 - 체 게바라 _ 전자책》. 프레스바이플. 2013년 11월 8일. ISBN 4808998861001
- 한종수. 《세상을 만든 여행자들 - 호찌민 _ 전자책》. 프레스바이플. 2013년 11월 8일. ISBN 4808996903796
- 한종수. 《세상을 만든 여행자들 - 사도 성바오로 _ 전자책》. 프레스바이플. 2013년 11월 8일. ISBN 4808996903789
- 한종수. 《세상을 만든 여행자들 사마천 _ 전자책》. 프레스바이플. 2013년 11월 8일. ISBN 4808996903772